# Железничка станица Панчево варош
Железничка станица Панчево варош је једна од станица Београдског железничког чвора и пруге Београд—Вршац. Налази се у насељу Панчево у граду Панчеву. Пруга се наставља ка Панчево Војловици у једном смеру, у другом према Панчево главној и у трећем према Банатском Новом Селу. Железничка станица Панчево варош састоји се из 5 колосека. 